# 劉煥榮
劉煥榮（1957年8月18日—1993年3月23日），綽號「神經劉」、「冷面殺手」，是台灣黑社會「竹聯幫」忠堂執事，曾犯下多起槍擊殺人案件，列名十大槍擊要犯。其因販毒遭日本警方逮捕遣送回台，後被判處死刑。此後在監禁中改變，曾在監獄中著書、繪畫募捐及參與救援雛妓等正面運動，後於1993年3月被執行槍決，死後將器官捐出。其因在臨刑前對外高喊「中華民國萬歲！我對不起國家！」而在台灣社會知名。

## 生平
劉煥榮出生於臺中市北屯區眷村「陸光八村」，籍貫四川省江津縣（今重慶市江津區）。是家裡的老么，幼年時因家境不好，靠著在市場賣水果維生，但因為經常受到流氓欺負，水果攤子也數度被砸，劉煥榮在高中時代便加入了「北屯圓環幫」及「小梅花幫」等黑道組織。
劉煥榮作風凶狠，在道上頗有名氣，為當時竹聯幫的頭號殺手，他在1980年代連續犯下桃園大樹林幫老大楊柏峰及林隆騰、大湖幫老大廖龍輝、幫內兄弟游國麟等多起槍擊命案，震驚國內，劉煥榮遂被列為十大槍擊要犯之一。劉煥榮遭通緝後，隨即前往菲律賓，卻又涉嫌參與菲律賓台商陳南光兄弟滅門血案，不久後又逃往日本，最後在日本因走私毒品遭到逮捕。
1986年3月，劉煥榮自日本押解回台接受法律審判，不過由於劉煥榮所犯下的多起殺人案件分別由不同的法院審理，再加上劉煥榮所涉殺人案件除陳南光兄弟滅門血案外，其他被害人全為黑道中人，而陳南光兄弟滅門血案劉煥榮又非主嫌，在各案分別審理、一案又只殺一人的情況下，劉煥榮曾多次被判無期徒刑，直到後來台灣高等法院發現後併案審理，經過7年纏訟，1993年3月5日中華民國最高法院方判處劉煥榮死刑確定。劉煥榮死刑定讞後，多名民代、律師認為劉煥榮重義氣、真心悔過，且所殺之人多數為黑道，並非無辜，盼司法能槍下留人，給劉煥榮自新機會。
但彼時法務部認為劉煥榮共接連殺害五人，惡性非輕不為所動，時任法務部長馬英九仍依時於1993年3月22日批准劉煥榮死刑執行令，翌日凌晨劉煥榮在台北看守所被執行槍決。據說負責執行的檢察官劉永銓詢問劉煥榮有何遺言時，劉煥榮僅說：「感謝獄所給我教育，讓我成長、懂事。」

## 軼事
- 1991年1月，台灣高等法院將劉煥榮所犯各案併案審理後，首度判決劉煥榮死刑。劉煥榮到庭聆聽判決後，竟然向法官鞠躬並向法官道謝[1]，與其他死刑犯聞死刑判決後動輒辱罵法官的態度完全不同，當時在場的法院人員均對劉煥榮的態度嘖嘖稱奇。

- 根據各方描述，劉煥榮特別重義氣，尤其痛恨出賣朋友、見風轉舵之人。綽號「細漢仔」的桃園八德角頭游國麟曾經是劉煥榮的搭檔，但因獲知游國麟向警方供出楊柏峰命案時，劉煥榮便將游毫不留情地槍殺。

- 依據當代大眾媒體披露，劉煥榮曾與游國麟及段樹文等人同流做案，眾人在逃亡期間投靠雲林老大「北港黑松」蔡永常並受其庇護。蔡永常因案出獄後劉煥榮在台北公子爺餐廳擺三桌酒席接風，並邀請竹聯幫幫主陳啟禮與董桂森及中南部角頭一同參與。席間劉煥榮拉攏蔡永常加入竹聯幫成為副幫主，游國麟卻當著陳啟禮等眾人面前建議蔡永常暫時遠避江湖上的事為好，使得劉煥榮面子盡失，並因新仇舊恨最終引發殺機[2][3][4]。

- 在監獄擔任教化工作的中國佛教會理事長淨耀法師曾回憶到：劉煥榮曾在海山煤礦事件發生後，將自己的逃命錢捐出；也曾經在臺中縣霧峰鄉附近，看到一間破爛的孤兒院，便去搶賭場，協助孤兒院重建。而在其牢獄生涯中，也曾發起監所募捐，再以「無名氏」名義捐贈給窮苦人家[1]。

- 劉煥榮在獄中開始學畫國畫，據說畫得極好，尤其是馬和鍾馗、關公都相當有名，還曾經送到看守所外展出過，到其接受槍決為止，共有39幅畫作，劉煥榮全數捐贈給婦女救援基金會作為義賣之用。此外，劉煥榮亦在獄中著書聲援拯救雛妓[1]。

- 劉煥榮對於台商一家滅門案件非常後悔，他說江湖兄弟被殺是常有的事，冤冤相報，唯獨這件事做錯了。願意配合說出整個案發經過。

- 在劉煥榮伏法後，台北市議員馮定國等人亦曾經向台北市政府教育局建議，將劉煥榮的故事納入國民中學生活教材之中。

- 劉煥榮是少數進入刑場不需獄警攙扶之人，他走進刑場前向台北看守所外的記者展現了最讓人印象深刻的一幕：高舉雙手而握拳大喊「中華民國萬歲！中華民國萬歲！」，並說「我對不起國家！對不起社會！」，最後向記者行舉手禮喊到「謝謝各位！」，隨後從容走進刑場。據說他進入刑場之後仍舊談笑風生，因不讓死刑犯做餓死鬼，在行刑前獄所供應一頓豐富的「大菜」，劉煥榮對冷的「大菜」已沒有興趣，卻倒了兩大杯啤酒，每杯啤酒各加了一小杯高粱酒，大口喝下後，向獄警要了一根香煙抽，並向獄方感慨地表示：「我不是英雄，黑道沒有英雄，警界才有英雄。健康幼稚園火燒車事件中，奮不顧身救人而喪生的林靖娟老師才是真正的英雄」[1]。

## 器官捐贈
劉煥榮在行刑前同意捐出全身器官，執行死刑後，林口長庚醫院馬上進行器官摘取，但他是B型肝炎帶原者，醫師僅取下他有用的兩個腎臟、眼球周邊的兩枚眼角膜和鞏膜，使他仍能遺愛人間，一些等候更換器官的病者對劉煥榮非常敬謝。